# Кралска шведска академия на науките
Кралска шведска академия на науките (на шведски: Kungliga Vetenskapsakademien, KVA) e една от кралските академии на Швеция. Академията е независима научна организация, която работи за подпомагането на науките, основно в естествените науки и математиката.
Академията е основана на 2 юни 1739 от естественика Карл Линей, меркантилиста Йонас Алстрьомер, машинния инженер Мартен Тривалд, държавния служител Стен Карл Билке и Карл Вилхем Седерхайлм и политика Андерс Йохан фон Хопкен.
Кралската шведска академия присъжда Нобеловите награди за физика и химия.